# روکو کوستانتینو
روکو کوستانتینو (انگلیسی: Rocco Costantino؛ زادهٔ ۸ مهٔ ۱۹۹۰) بازیکن فوتبال است.